# St. Walburga (Wolperndorf)

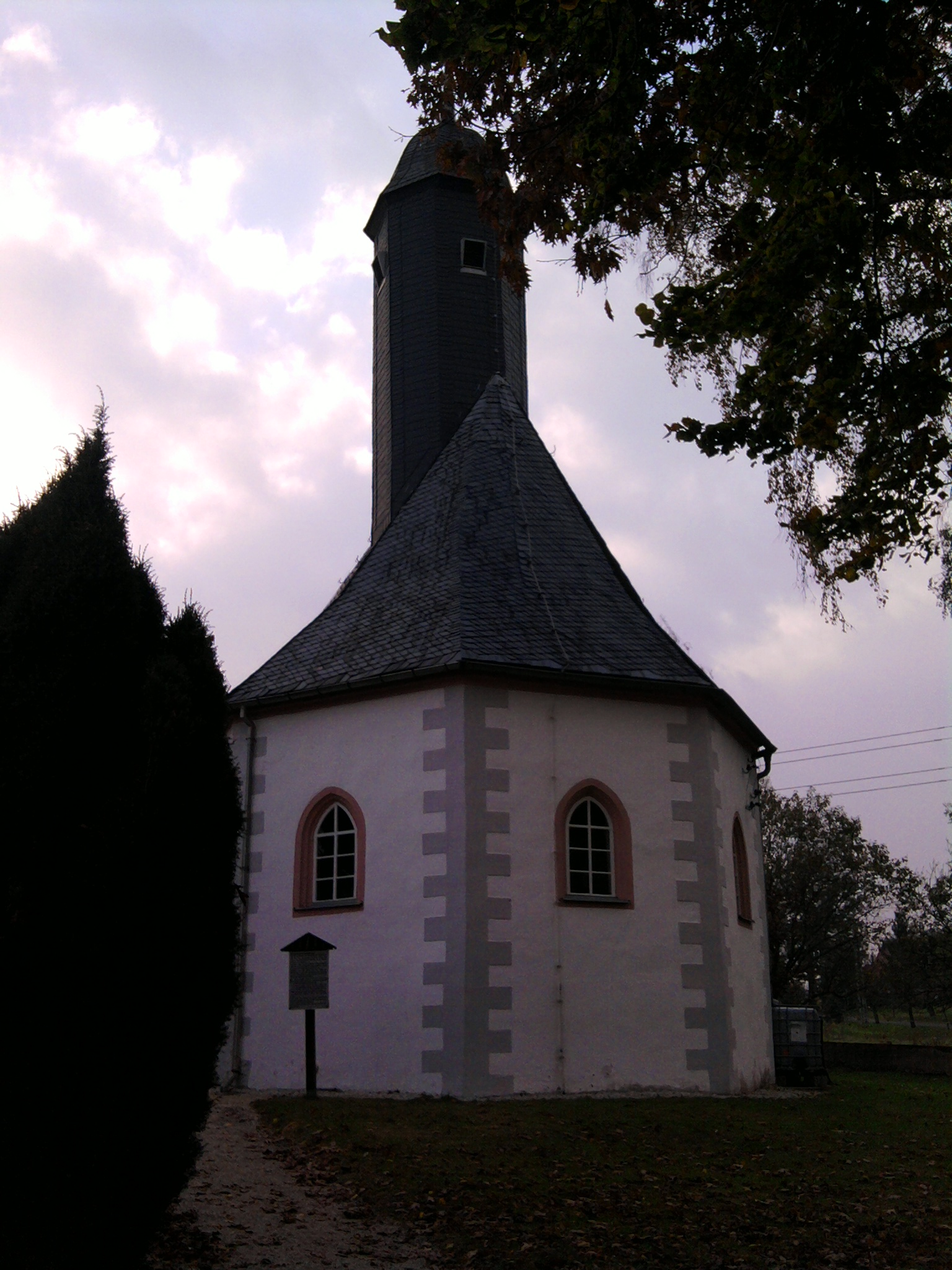
Die Kirche

Die evangelische Dorfkirche St. Walburga steht im Ortsteil Wolperndorf der Gemeinde Nobitz im Landkreis Altenburger Land in Thüringen.

## Geschichte
Die spätgotische Dorfkirche wurde 1580 erstmals urkundlich erwähnt. Ihr Alter wird durch die Fenster mit doppelkehlprofilierten Einfassungen bestätigt. 
Die Flachdeckelkanzel stammt aus dem 17. Jahrhundert. 
Die Firma Löbel aus Lunzenau baute 1837 die Orgel ein.
Die große und mittlere Glocke aus Bronze wurden im Zweiten Weltkrieg eingeschmolzen und 1956 durch eine neue Glocke aus Stahl ersetzt.
Anlässlich der 400-Jahr-Feier erfolgte 1980 eine Generalsanierung des Innenraumes. Die Orgel wurde 1991 saniert. Der Kirchturm  wurde 1991 beschiefert und der Knopf vergoldet. 2007 kam ein neuer Porphyrfußboden in das Kirchenschiff und die Bankpodeste wurden erneuert.